# Parti patriotique de la diaspora
Le Parti patriotique de la diaspora (en serbe : Патриотска странка дијаспоре et Patriotska stranka dijaspore), en abrégé PSD, est un parti politique serbe dirigé par Zoran Milinković. Il a été créé en 2000 et a son siège à Belgrade.
Le Parti patriotique de la diaspora a comme but d'améliorer la représentation de la diaspora serbe en Serbie.
Le président du parti, Zoran Milinković, s'est présenté à l'élection présidentielle serbe de 2004. Il y a obtenu 5 442 voix, soit 0,17 % des suffrages. Ce score le plaçait en dernière position sur les quinze candidats en lice.
Aux élections législatives anticipées de 2008, le parti a présenté 44 candidats.